# الشبطلیه
الشبطلیة (به عربی: الشبطلیة) یک منطقهٔ مسکونی در سوریه است که در استان لاذقیه واقع شده‌است.

## خصوصیات
الشبطلیة ۳٬۳۰۶ نفر جمعیت دارد.